# Protesti v Sloveniji (2012–2014)
Protesti v Sloveniji v letih 2012 do 2014 so bili množični ljudski protesti, ki so od konca novembra 2012 potekali v različnih mestih po Sloveniji in so se začeli v Mariboru. Val protestov ni imel enotnega vodstva; dogodki so bili od začetka spontani, organizirani predvsem s pomočjo spletnih socialnih omrežij, kot je Facebook. S širjenjem vala se je pričel bolj formalno oblikovati odbor, ki je sodeloval pri koordinaciji, vendar ni nastopal kot organizator. Tudi kasnejša zborovanja (razen v Bohinju) niso bila prijavljena oblastem, kar so člani tega odbora označili za obliko državljanske nepokorščine. Vzporedno je Koordinacijski odbor kulture Slovenije (KOKS), ki združuje organizacije slovenskih kulturnikov, organiziral t. i. »Protestivale« z umetniškim programom v protest proti vladnim ukrepom na področju kulture.

## Potek

### Prvi protesti v Mariboru
Množična zborovanja so se pričela v začetku novembra v Mariboru kot odziv na razkritja o koruptivnih dejanjih takratnega župana Franca Kanglerja, povod zanje pa je bil projekt postavitve radarskih merilnikov hitrosti v prometu, ki ga je Mestna občina Maribor začela izvajati v javno-zasebnem partnerstvu s podjetjem Iskra Sistemi in so ga prav tako spremljali očitki o koruptivnosti ter netransparentnosti. Val protestov se je nato razširil na druge kraje po Sloveniji in prerasel okvire nezadovoljstva nad lokalno oblastjo; protestniki so pričeli zahtevati odstop in odgovornost vseh predstavnikov politične in gospodarske elite, obtoženih korupcije (ne glede na politično pripadnost), ki jih krivijo za slabo gospodarsko stanje in skrhane družbene odnose v državi. Povod za širjenje vala je bilo med drugim po mnenju javnosti pretirano nasilno ukrepanje policije proti mariborskim protestnikom.

### Neredi in posredovanje policije
V splošnem mirni protesti so se predvsem v Mariboru nekajkrat sprevrgli v izgrede, v katerih je bilo več poškodovanih, tako med protestniki, kot med policisti. Najhujši izgredi v Ljubljani so se zgodili med protesti 30. novembra 2012, ko je med množico na Trg republike vkorakala skupina nekaj deset zamaskirancev in se spopadla s policisti; tisti dan je policija prvič v zgodovini samostojne Slovenije uporabila vodni top. Kasneje so se v medijih pojavile informacije, da naj bi bili izgredniki najeti.

### Sočasni shod v podporo vladi
Zbor za republiko je na dan tretje Vseslovenske ljudske vstaje 8. februarja 2013 na ljubljanskem Kongresnem trgu organiziral shod v podporo vladi, kar so protestniki razumeli kot izzivanje.
Predsednik vlade in SDS Janez Janša je zaradi službene poti v tujino za manifestacijo Zbora za republiko pripravil videonagovor. V tej osrednji točki manifestacije je poudaril nasprotovanje »vstajniškemu gibanju«. Udarni poudarki iz nagovora, na primer: »odločno proti levemu fašizmu« in »(da se je) tudi holokavst začel z grožnjami pred stanovanji nedolžnih državljanov«  so odmevali v javnosti in medijih. Nasprotovanje zaostrovanju javnega izražanja je ob tem dogodku izrazila varuhinja človekovih pravic Zdenka Čebašek Travnik in številni druge javne osebe. Spomenka Hribar je ocenila, da je Janši uspelo slovenske državljane razcepiti na dvoje.

## Odzivi
Del aktualne vladne koalicije na čelu s premierjem Janezom Janšo se je na dogodke javno odzval izrazito negativno. Protestnike označujejo z besedami, kot so »zombiji« in »levi fašisti«. Preko socialnih omrežij, provladnih medijev in sporočil mednarodni javnosti člani vlade in njeni podporniki, zbrani med drugim v organizaciji Zbora za republiko, posredujejo sporočila, da protesti po njihovem mnenju niso spontani, temveč da jih vodijo »nedemokratični botri iz ozadja«. Nacionalne medije obtožujejo, da so del njihove propagande in da s poročanjem o protestih hujskajo ljudi k nasilnemu uporu. Podobno so označili poročilo Komisije za preprečevanje korupcije, ki je izšlo v začetku leta 2013 in je obremenilo Janeza Janšo ter takratnega vodjo opozicije Zorana Jankovića z očitki o nepojasnjenem povečanju osebnega premoženja.

## Kronologija
| Datum                 | Ime | Kraj                                                                             | Število protestnikov | Aretiranih | Protestnikov | Policistov   |
| Datum                 | Ime | Kraj                                                                             | Število protestnikov | Aretiranih | Poškodovanih | Poškodovanih |
| --------------------- | --- | -------------------------------------------------------------------------------- | -------------------- | ---------- | ------------ | ------------ |
| 2. november 2012      | v zadnjem hipu preklican in na 12. 11. 2012 prestavljen protest pred zgradbo občine Maribor zaradi prestavljene seje mestnega sveta MOM                                         | Maribor                                                                          | 50                   | /          | /            | /            |
| 12. november 2012     | 1. Mariborska vstaja | Maribor                                                                          | 400–600              | /          | /            | /            |
| 21. november 2012     | Protest proti vnebovzetju Franca Kanglerja | Maribor                                                                          | 1.000                | /          | 2            | 2            |
| 26. november 2012     | 2. Mariborska vstaja | Maribor                                                                          | 10.000               | 31         | 11           | 11           |
| 27. november 2012     | | Ljubljana                                                                        | 1.000                | /          | 1            | /            |
| 28. november 2012     | | Jesenice                                                                         | 60                   | /          | /            | /            |
| 29. november 2012     | | Kranj                                                                            | 1.000                | 2          | /            | /            |
| 30. november 2012     | |                                                                                  |                      |            |              |              |
| Ajdovščina            | 200 | /                                                                                | /                    | /          |              |              |
| Koper                 | 250 | /                                                                                | /                    | /          |              |              |
| Ljubljana             | 10.000 | 30                                                                               | 11                   | 15         |              |              |
| Nova Gorica           | 400–1500 | /                                                                                | /                    | /          |              |              |
| Novo mesto            | 300 | /                                                                                | /                    | /          |              |              |
| Trbovlje              | 300 | /                                                                                | /                    | /          |              |              |
| Velenje               | 350 | /                                                                                | /                    | /          |              |              |
| 2. december 2012      | | Krško                                                                            | 200                  | /          | /            | /            |
| 3. december 2012      | 3. Mariborska vstaja - Nesimo ga vun! | Maribor                                                                          | 20.000               | 119        | 14           | 25           |
| 3. december 2012      | | Celje                                                                            | 2.500                | 15         | /            | /            |
| 3. december 2012      | Ljubljana | 4.000                                                                            | /                    | /          | /            |              |
| 3. december 2012      | Ptuj | 600                                                                              | /                    | /          | /            |              |
| 3. december 2012      | Ravne na Koroškem | 500                                                                              | /                    | /          | /            |              |
| 3. december 2012      | Trbovlje | 400                                                                              | /                    | /          | /            |              |
| 4. december 2012      | | Jesenice                                                                         | 400                  | 11         | /            | /            |
| 6. december 2012      | | Koper                                                                            | 400                  | /          | /            | /            |
| 6. december 2012      | Kranj | 500                                                                              | /                    | /          | /            |              |
| 7. december 2012      | | Ajdovščina                                                                       | 200                  | /          | /            | /            |
| 7. december 2012      | Bohinjska Bistrica | 30                                                                               | /                    | /          | /            |              |
| 7. december 2012      | Ljubljana | 1.000–2.000                                                                      | /                    | /          | /            |              |
| 7. december 2012      | Murska Sobota | 2.000–2.500                                                                      | /                    | /          | /            |              |
| 8. december 2012      | | Nova Gorica                                                                      | 300                  | /          | /            | /            |
| 9. december 2012      | | Brežice                                                                          | 100–200              | /          | /            | /            |
| 10. december 2012     | | Maribor                                                                          | 100–200              | /          | /            | /            |
| 14. december 2012     | 4. Mariborska vstaja - Spečimo hobotnico! | Maribor                                                                          | 10.000               | /          | /            | /            |
| 21. december 2012     | prva Vseslovenska splošna vstaja | Ljubljana                                                                        | 5.000                | 4          | /            | /            |
| 21. december 2012     | prva Vseslovenska splošna vstaja | Maribor                                                                          | 1.500                | /          | /            | /            |
| 21. december 2012     | prva Vseslovenska splošna vstaja | Murska Sobota                                                                    | 250                  | /          | /            | /            |
| 21. december 2012     | prva Vseslovenska splošna vstaja | Nova Gorica                                                                      | 100                  | /          | /            | /            |
| 21. december 2012     | prva Vseslovenska splošna vstaja | Postojna                                                                         | 200                  | /          | /            | /            |
| 21. december 2012     | prva Vseslovenska splošna vstaja | Ptuj                                                                             | nekaj 10             | /          | /            | /            |
| 22. december 2013     | Protestival | Ljubljana                                                                        | 1.000                | /          | /            | /            |
| 7. januar 2013        | 5. Mariborska vstaja - Pometimo jih vun! | Maribor                                                                          | 1.000                | /          | /            | /            |
| 11. januar 2013       | druga Vseslovenska ljudska vstaja Protestival (vzporedno) | Ljubljana                                                                        | 8.000                | 2          | /            | /            |
| 4. februar 2013       | Gremo gor, Maribor! (na sejo mestnega sveta) | Maribor                                                                          | 100                  | 25         | 1            | /            |
| 7. februar 2013       | Protestival | Ljubljana                                                                        | 1.000                | /          | /            | /            |
| 8. februar 2013       | tretja Vseslovenska ljudska vstaja Protestival (vzporedno) | Ljubljana                                                                        | 20.000               | 5          | /            | /            |
| 9. marec 2013         | četrta Vseslovenska ljudska vstaja | Ljubljana                                                                        | 5.000                | 3          | /            | /            |
| 17. marec 2013        | 6. Mariborska vstaja - Gremo na volitve! | Maribor                                                                          | 29.791               |            |              |              |
| 23. marec 2013        | Opozarjamo – nismo pozabili! | Ljubljana                                                                        | 30–100               | /          | /            |              |
| 27. marec 2013        | Prvi vseslovenski punt (Vseslovenska narodna vstaja) | Ljubljana                                                                        | 10                   | /          | /            | /            |
| 5. april 2013         | Spomladansko čiščenje | Maribor                                                                          | 300                  | /          | /            | /            |
| 27. april 2013        | peta Vseslovenska ljudska vstaja | Ljubljana                                                                        | 1.000–1.500          | /          | /            | /            |
| 6. maj 2013           | Prva izredna Skupščina ljudstva | Štihova dvorana Cankarjevega doma, Ljubljana                                     | 300                  | /          | /            | /            |
| 18. maj 2013          | Delavski upor v Mariboru – za boljši jutri (v podporo delavcem Livarne Maribor)                                                                                                 | Trg svobode, Maribor                                                             | 200–300              | /          | /            | /            |
| 23. in 24. maj 2013   | Bitka za 90. in 148. člen Ustave RS (protest proti zapisu neoliberalizma v ustavo)                                                                                              | Pred vladno palačo na Gregorčičevi ter pred Državnim zborom in v njem, Ljubljana | Ok. 10               | /          | /            | /            |
| 8. junij 2013         | 2. delavski upor v Mariboru (v podporo delavcem Livarne Maribor) | Trg svobode, Maribor                                                             | Ok. 30               | /          | /            | /            |
| 25. junij 2013        | Shod za pravico do zdravljenja | Ljubljana                                                                        | 5.000                | /          | /            | /            |
| 30. avgust 2013       | Okupirajmo Titov trg – shod proti korupciji, tajkunskim šerifom in plenilskim elitam                                                                                            | Koper                                                                            | nekaj deset          | /          | /            | /            |
| 5. september 2013     | NE političnemu kadrovanju in NE tajkunsko-političnim-bančnim bandam − protest proti vladi in koruptivnemu kadrovanju v državnih in občinskih podjetjih (1. shod proti korupcij) | Na Trgu republike ter pred vladno palačo na Gregorčičevi v Ljubljani             | 300−600              | /          | /            | /            |
| 11. september 2013    | To ni sodba v mojem imenu! Stop kriminalizaciji protestov! Protest proti obsodbi sedmih protestnikov na 3. mariborski vstaji decembra 2012                                      | pred Okrajnim sodiščem v Mariboru                                                | 20                   | /          | /            | /            |
| 11. september 2013    | To ni sodba v mojem imenu! Stop kriminalizaciji protestov! Protest proti obsodbi sedmih protestnikov na 3. mariborski vstaji decembra 2012                                      | pred stavbo Državnega zbora v Ljubljani                                          | 30                   | /          | /            | /            |
| 24. oktober 2013      | ReŠolucija Javni shod za Radio Študent | Rožna dolina–Filofaks–Kongresni trg–Bikofe v Ljubljani                           | 800–1000             | /          | /            | /            |
| 29. oktober 2013      | Obletnica prvega protesta v Mariboru | Maribor                                                                          | 500–1000             | /          | /            | /            |
| 29. oktober 2013      | Obletnica prvega protesta v Mariboru | Trg republike, Ljubljana                                                         | 500–1000             | /          | /            | /            |
| 29. oktober 2013      | Obletnica prvega protesta v Mariboru | Bevkov trg, Nova Gorica                                                          | 200                  | /          | /            | /            |
| 29. oktober 2013      | Obletnica prvega protesta v Mariboru | Trg zmage, Murska Sobota                                                         | 70                   | /          | /            | /            |
| 29. oktober 2013      | Obletnica prvega protesta v Mariboru | Kranj                                                                            | nekaj deset          | /          | /            | /            |
| 29. oktober 2013      | Obletnica prvega protesta v Mariboru | Koper                                                                            | nekaj deset          | /          | /            | /            |
| 2. november 2013      | Balkanski antikorupcijski marš v Mariboru (istočasno s shodi v Zagrebu, Beogradu in Podgorici)                                                                                  | pred okrajnim sodiščem v Mariboru                                                | 50                   | /          | /            | /            |
| 14. november 2013     | Protest Primorskih in Ljubljanskih puntarjev proti uveljavitvi nepremičninskega davka                                                                                           | Trg republike, Ljubljana                                                         | 10−15                | /          | /            | /            |
| 5. december 2013      | Punt v podporo KPK | Kongresni trg, Trg republike, Mestna hiša v Ljubljani                            | 70                   | /          | /            | /            |
| 13. december 2013     | 2. shod proti korupciji in za javni interes | Kongresni trg, Prešernov trg, Ljubljana                                          | 400                  | /          | /            | /            |
| 19. december 2013     | Protivladna demonstracija - pravico jemlje narod v svoje roke | Trg republike, Ljubljana                                                         | 100+                 | /          | /            | /            |
| 17. januar 2014       | Shod soočenja (3. shod proti korupciji) | Prešernov trg v Ljubljani                                                        | 200                  | /          | /            | /            |
| 16. april 2014        | Protest proti novemu visokošolskemu zakonu in proti komercializaciji študija | Kongresni trg in Masarykova cesta v Ljubljani                                    | 2000                 | /          | /            | /            |
| 28. in 29. junij 2014 | Protest proti prodaji Mercatorja Agrokorju in divji privatizaciji | Ljubljana                                                                        | 120–200, 20          | /          | /            | /            |